# موراي هندرسون (لاعب هوكي الجليد)
موراي هندرسون هو لاعب هوكي الجليد كندي، ولد في 5 سبتمبر 1921 في تورونتو في كندا، وتوفي بنفس المكان في 4 يناير 2013.

## وصلات خارجية
- موراي هندرسون على موقع دوري الهوكي الوطني (الإنجليزية)
- موراي هندرسون على موقع قاعة مشاهير الهوكي (لاعب أن.إتش.أل) (الإنجليزية)
- موراي هندرسون على موقع EliteProspects.com (الإنجليزية)
- موراي هندرسون على موقع HockeyDB.com (الإنجليزية)
- موراي هندرسون على موقع Hockey-Reference.com (الإنجليزية)